# Benjamin Peter Gloxin
Benjamin Peter Gloxin (1765 – 1794) è stato un botanico e medico tedesco.
Egli è conosciuto perché porta il nome del genere brasiliano Gloxinia e Sinningia speciosa, che è comunemente chiamato Gloxinia nel commercio dell'orticoltura.

## Opere principali
- Observationes Botanicae 1785, Argentorati, Strasburgo.

| Gloxin è l'abbreviazione standard utilizzata per le piante descritte da Benjamin Peter Gloxin. Consulta l'elenco delle piante assegnate a questo autore dall'IPNI. |

| Controllo di autorità | VIAF (EN) 310508638 · ISNI (EN) 0000 0003 8512 942X · SBN PUVV364841 · CERL cnp00308735 · GND (DE) 1054403864 |